# Triphleba recidopennis
Triphleba recidopennis är en tvåvingeart som beskrevs av Mikhail B. Mostovski och Ronald Henry Lambert Disney 2002. Triphleba recidopennis ingår i släktet Triphleba och familjen puckelflugor.
Artens utbredningsområde är Kazakstan. Inga underarter finns listade i Catalogue of Life.